# 287
Cette page concerne l'année 287  du calendrier julien. Pour l'année 287 av. J.-C., voir 287 av. J.-C. Pour le nombre 287, voir 287 (nombre).
L'année 287 est une année commune qui commence un samedi.

## Événements
- 1er janvier : l’Auguste Maximien établit sa capitale à Trèves. Il bat les Francs, les Alamans et les Burgondes qui tentaient d’envahir la Gaule (286-288)[1].
- 21 juillet : pour contrecarrer l'usurpation de Carausius, l'amiral de la flotte de la Manche qui a pris le contrôle de la Bretagne (actuelle Angleterre) et du Nord de la Gaule, Dioclétien fonde une dynastie spirituelle. Il prend toutes les prérogatives divines par le titre de Iovis et offre, à son collègue Maximianus, le titre de Herculius[2]. À partir de ce moment, tous leurs successeurs se dénommeront Iovii ou Herculii. Leurs décisions sont motivées par la grâce divine, la personne impériale devient inviolable et le culte impérial est instauré. Cette décision provoque l'inquiétude des chrétiens et les premiers conflits apparaissent dans l'armée.

- Dioclétien qui excelle dans la stratégie signe un traité de paix avec Bahram II, le roi de Perse, et installe Tiridate III comme roi d'Arménie sous le protectorat de Rome[3].
- Dioclétien réorganise la frontière orientale de l'empire romain. Il construit un véritable limes fortifié, la strata diocletiana, qui relie Palmyre  et l'Euphrate, et fortifie Sura, Néocaesaria (Dibsi Faraj) et surtout Circesium[4].

## Décès en 287
- Juste et Rufine, martyres chrétiennes.
- Khosrov II d'Arménie, assassiné.